# Joanésia
Joanésia is een gemeente in de Braziliaanse deelstaat Minas Gerais. De gemeente telt 5.567 inwoners (schatting 2009).